# 刘志峰
刘志峰（1946年—），汉族，中华人民共和国政治人物、第十一届全国政协委员。
加入中国共产党，担任十一届全国政协常务委员、人口资源环境委员会副主任、建设部原副部长。2008年，当选第十一届全国政协常务委员，代表中国共产党，分入第一组。并担任人口资源环境委员会副主任。